# Séniergues
Séniergues là một xã thuộc tỉnh Lot trong vùng Occitanie phía tây nam nước Pháp. Xã này nằm ở khu vực có độ cao trung bình 320 mét trên mực nước biển.
Sông Céou bắt nguồn ở xã và tạo thành một phần ranh giới phía nam.